# Reggina Calcio 1987-1988
Questa voce raccoglie le informazioni riguardanti la Reggina Calcio nelle competizioni ufficiali della stagione 1987-1988.

## Stagione
La squadra, allenata da Nevio Scala, ha concluso il girone B della Serie C1 1987-1988 in terza posizione. Grazie al piazzamento conseguito, ha ottenuto la possibilità di disputare lo spareggio promozione in Serie B contro la Virescit Boccaleone.
Lo spareggio viene disputato allo Stadio Renato Curi di Perugia il 12 giugno 1988 di fronte a ventimila tifosi, la cui quasi totalità è amaranto. La Reggina vince per 2-0 (gol di Giuseppe Bagnato e Tarcisio Catanese) e ottiene pertanto la promozione.

## Divise e sponsor
Sponsor di maglia fu l'acqua Mangiatorella.

## Rosa
| N. |                   | Ruolo | Calciatore          |
| -- | ----------------- | ----- | ------------------- |
| -  | Italia (bandiera) | P     | Fabrizio Boccafogli |
| -  | Italia (bandiera) | P     | Mauro Rosin         |
| -  | Italia (bandiera) | D     | Vincenzo Attrice    |
| -  | Italia (bandiera) | D     | Giuseppe Bagnato    |
| -  | Italia (bandiera) | D     | Daniele Barbui      |
| -  | Italia (bandiera) | D     | Luigi Garzya        |
| -  | Italia (bandiera) | D     | Giovanni Rubino     |
| -  | Italia (bandiera) | D     | Rosario Sasso       |
| -  | Italia (bandiera) | D     | Corrado Tovani      |

| N. |                   | Ruolo | Calciatore            |
| -- | ----------------- | ----- | --------------------- |
| -  | Italia (bandiera) | C     | Pietro Armenise       |
| -  | Italia (bandiera) | C     | Vladimiro Caramel     |
| -  | Italia (bandiera) | C     | Tarcisio Catanese     |
| -  | Italia (bandiera) | C     | Giovanni Ivano Guerra |
| -  | Italia (bandiera) | C     | Massimo Mariotto      |
| -  | Italia (bandiera) | C     | Maurizio Raggi        |
| -  | Italia (bandiera) | A     | Giovanni Capasso      |
| -  | Italia (bandiera) | A     | Giorgio Lunerti       |
| -  | Italia (bandiera) | A     | Vincenzo Onorato      |

## Risultati

### Serie C1

#### Girone di andata
| 20 settembre 1987 1ª giornata | Reggina | 1 – 1 | Campobasso |  |

| 27 settembre 1987 2ª giornata | Ischia Isolaverde | 1 – 1 | Reggina |  |

| 4 ottobre 1987 3ª giornata | Reggina | 1 – 0 | Monopoli |  |

| 11 ottobre 1987 4ª giornata | Reggina | 4 – 1 | Campania Puteolana |  |

| 18 ottobre 1987 5ª giornata | Frosinone | 2 – 1 | Reggina |  |

| 25 ottobre 1987 6ª giornata | Reggina | 2 – 0 | Cosenza |  |

| 1º novembre 1987 7ª giornata | Licata | 0 – 0 | Reggina |  |

| 8 novembre 1987 8ª giornata | Reggina | 1 – 0 | Nocerina |  |

| 15 novembre 1987 9ª giornata | Cagliari | 0 – 1 | Reggina |  |

| 22 novembre 1987 10ª giornata | Reggina | 1 – 1 | Foggia |  |

| 29 novembre 1987 11ª giornata | Casertana | 2 – 0 | Reggina |  |

| 6 dicembre 1987 12ª giornata | Francavilla | 1 – 0 | Reggina |  |

| 13 dicembre 1987 13ª giornata | Reggina | 2 – 0 | Teramo |  |

| 20 dicembre 1987 14ª giornata | Salernitana | 0 – 0 | Reggina |  |

| 3 gennaio 1988 15ª giornata | Reggina | 1 – 1 | Torres |  |

| 10 gennaio 1988 16ª giornata | Catania | 1 – 0 | Reggina |  |

| 17 gennaio 1988 17ª giornata | Reggina | 7 – 0 | Brindisi |  |

#### Girone di ritorno
| 24 gennaio 1988 18ª giornata | Campobasso | 0 – 1 | Reggina |  |

| 31 gennaio 1988 19ª giornata | Reggina | 1 – 0 | Ischia Isolaverde |  |

| 7 febbraio 1988 20ª giornata | Monopoli | 1 – 1 | Reggina |  |

| 21 febbraio 1988 21ª giornata | Campania Puteolana | 0 – 2 | Reggina |  |

| 28 febbraio 1988 22ª giornata | Reggina | 1 – 1 | Frosinone |  |

| 6 marzo 1988 23ª giornata | Cosenza | 0 – 0 | Reggina |  |

| 13 marzo 1988 24ª giornata | Reggina | 0 – 1 | Licata |  |

| 20 marzo 1988 25ª giornata | Nocerina | 0 – 0 | Reggina |  |

| 2 aprile 1988 26ª giornata | Reggina | 1 – 1 | Cagliari |  |

| 10 aprile 1988 27ª giornata | Foggia | 1 – 0 | Reggina |  |

| 17 aprile 1988 28ª giornata | Reggina | 3 – 1 | Casertana |  |

| 24 aprile 1988 29ª giornata | Reggina | 2 – 1 | Francavilla |  |

| 8 maggio 1988 30ª giornata | Teramo | 1 – 2 | Reggina |  |

| 15 maggio 1988 31ª giornata | Reggina | 2 – 1 | Salernitana |  |

| 22 maggio 1988 32ª giornata | Torres | 1 – 1 | Reggina |  |

| 29 maggio 1988 33ª giornata | Reggina | 2 – 0 | Catania |  |

| 5 giugno 1988 34ª giornata | Brindisi | 0 – 0 | Reggina |  |